# Premios Micrófono de Oro
El Micrófono de Oro fue un premio que hasta 2012 concedía anualmente la Federación de Asociaciones de Radio y Televisión, para premiar a carreras destacadas dentro del mundo del periodismo: la tauromaquia, la moda, el teatro, el cine, el deporte, la danza y la política. Eran entregados en la ciudad de Ponferrada (León, Castilla y León, España). Dichos premios estaban promovidos por la propia Federación y por el locutor ponferradino Luis del Olmo, en colaboración con el Ayuntamiento de Ponferrada y la Junta de Castilla y León.

## Premios en 2003
- Radio
  - José Ramón de la Morena, Cadena SER
  - Manuel Antonio Rico
  - Carlos Herrera

- Televisión
  - María Teresa Campos
  - Anne Igartiburu
  - Silvia Jato
  - Julia Otero

- Espectáculo
  - Javier Bardem
  - Arturo Fernández
  - Joan Manuel Serrat

- Deporte
  - Florentino Pérez, presidente del Real Madrid

- Tauromaquia
  - Julián López "El Juli"

- Instituciones
  - Fundación Premio Príncipe de Asturias

- Micrófono especial
  - Isidoro Álvarez, presidente Corte Inglés

- Premio extraordinario
  - Juan Vicente Herrera, presidente Castilla y León
  - Manuel Cobo, consejero de la presidencia de la comunidad de Madrid
  - Baltasar Garzón, juez de la audiencia nacional
  - Cristóbal Halffter
  - Matías Prats Cañete
  - Luis del Olmo
  - Cofradía de pescadores, mariscadores y voluntarios de Galicia.

## Premios en 2004
- Radio
  - Iñaki Gabilondo
  - Nieves Herrero
  - José Antonio Abellán
  - Rafael Sánchez
  - Concha García Campoy
  - Tertulia Protagonistas
  - Clásicos populares

- Televisión
  - Narciso Ibáñez Serrador
  - Cristina García Ramos
  - Carlos Latre
  - Matías Prats Luque
  - Ana Rosa Quintana
  - Dobladores y adaptadores de Los Simpson

- Espectáculo
  - María Dolores Pradera
  - Emilio Aragón
  - Concha Velasco
  - Sara Baras
  - Bebo Valdés y Diego "El Cigala"
  - Ignacio Encina
  - Alfredo Landa

- Deporte
  - Nani Roma

- Tauromaquia
  - Enrique Ponce

- Instituciones
  - A la Guardia Civil por su labor en el servicio de rescate marítimo con los inmigrantes.
  - La edad del hombre

- Empresa
  - Francisco González, presidente del BBVA

- Premio a la libertad de expresión
  - Ali Lmrabet, periodista marroquí

- Extraordinarios
  - Esperanza Aguirre, presidenta de la Comunidad de Madrid
  - José Bono

## Premios en 2005
- Premios Extraordinarios
  - Rodrigo Rato, presidente del Fondo Monetario Internacional
  - José Luis Rodríguez Zapatero, presidente del Gobierno

- Televisión
  - Belén Rueda protagonista de Los Serrano (Telecinco).
  - Aquí no hay quien viva (Antena 3).
  - Ana Blanco presentadora del Telediario 2 (La 1).

- Radio
  - Josemi Rodríguez Sieiro, colaborador de Herrera en la Onda, Onda Cero.
  - César Lumbreras, Agropopular, COPE.
  - Pepe Domingo Castaño, Carrusel deportivo, SER.
  - Beatriz Pécker, Fiebre del Sábado, RNE
  - Manuel Martín Ferrand, a toda su trayectoria.

- Tauromaquia
  - Espartaco

- Deporte
  - Equipo Español de Copa Davis

- Organizaciones
  - Organización Nacional de Trasplante, recoge el premio Rafael Matesanz

- Espectáculo
  - Café Quijano
  - Rocío Jurado
  - Ana Obregón
  - Charo López
  - Chenoa

- Empresas
  - Iberia L.A.E., recoge el premio su presidente Fernando Conte.

- Especiales
  - Punto Radio, recoge su presidente José María Bergareche.
  - Jardín de los Bonsáis, sección del programa Protagonistas de Punto Radio

## Premios en 2006
- Televisión
  - El ballet del programa ¡Mira quién baila! (La 1).
  - Los Lunnis (La 1).
  - El Diario de Patricia. (Antena 3).
  - Jesús Vázquez (Telecinco).
  - Eva Hache (Cuatro).

- Radio
  - Manel Fuentes (Punto Radio).
  - Gomaespuma (Onda Cero).
  - Esther Eiros (Onda Cero).
  - Cadena de Rock and Gol (COPE).
  - Manolo Lama (SER).
  - Fermín Bocos (RNE).

- Deporte
  - David Meca
  - Joan Laporta

- Tauromaquia
  - Victorino Martín por su aportación a la Fiesta nacional.

- Canción
  - María Dolores Pradera.
  - David Bisbal.
  - Rosana.
  - Bertín Osborne.

- Premios especiales
  - José Andrés Hernández Vicente (ex director general de COPE).
  - Enrique Beotas (del programa «La Rebotica»),.
  - Jacobo Zabludowsky (Televisa, México).
  - José María García.
  - José Ramón Pardo y José María Íñigo, por «Una historia del rock y del pop en España»

- Empresa
  - Telefónica, S.A., recogió el premio César Alierta.
  - Grupo Pascual recoge el premio Tomás Pascual.

- Restauración
  - Ferrán Adriá

- Moda
  - Roberto Verino
  - Adolfo Domínguez

- Extraordinario
  - Víctor Pérez de la Concha
  - Jordi Pujol
  - Manuel Fraga Iribarne.

## Premios en 2007
- Radio
  - Fernando Ónega (Onda Cero).
  - Ramón García (Punto Radio).
  - Olga Viza (RNE).
  - Pablo Motos (M80 Radio).
  - Federico Jiménez Losantos (COPE).

- Radio, premio especial
  - 70.º aniversario de RNE.
  - Luis del Olmo (Punto Radio).

- Televisión
  - Lorenzo Milá presentador Telediario 2.ª edición, (La 1).
  - Andreu Buenafuente, presentador de Buenafuente (Antena 3). Rehusó recoger el premio, por la presencia de Jiménez Losantos también como premiado.
  - Florentino Fernández presentador del El Club de Flo (La Sexta).
  - Tito Valverde, Protagonista de El Comisario, (Telecinco).
  - Channel nº4, (Cuatro).
  - Javier Castillo Poti, colaborador de Mira quien baila, (La 1).

- Cine
  - Penélope Cruz

- Canción
  - Paulina Rubio
  - Estrella Morente
  - Rosario Mohedano
  - Pastora Soler

- Empresa
  - IFEMA

- Teatro
  - Hoy no puedo levantar

- Tauromaquia
  - Jesulín de Ubrique

- Deporte
  - Pedro Guillén

- Política, premio especial
  - Carlos López Riesco, alcalde de Ponferrada

## Premios en 2008
- Radio
  - Ana García Lozano: Punto Radio.
  - Juan Ramón Lucas: Radio Nacional.
  - Javier Francisco Arribas: Punto Radio.
  - Carles Francino: Cadena Ser
  - Olga Beberide: Radio León/Bierzo
  - Carlos Alsina: Onda Cero

- Televisión
  - Pepa Bueno directora y presentadora de los Desayunos de TVE y del programa Esta mañana, (La 1).
  - Luis Larrodera, presentador de Alta tensión (Cuatro).
  - Manuel Torreiglesias, director y presentador de Saber vivir, (La 1).
  - Susana Griso, Presentadora de Espejo Público, (Antena 3).
  - El Gran Wyoming, presentador de El intermedio (laSexta)
  - Jordi Hurtado, presentador de Saber y Ganar, (La 2).
  - Jordi González, presentador de La noria (Telecinco)

- Televisión, premio especial
  - José Luis Ulibarri, presidente del Grupo Begar, en honor a «su gran aportación a los medios de comunicación».

- Cine
  - Eduardo Noriega

- Música
  - Ainhoa Arteta
  - Moncho
  - Estopa
  - Joan Manuel Serrat y Joaquín Sabina

- Teatro
  - Concha Velasco
  - Rafael Álvarez "El Brujo"

- Danza
  - Balet Flamenco de María Carrasco

- Poesía
  - Amancio Prada

- Moda
  - Carolina Herrera

- Restauración
  - Carme Ruscalleda

- Tauromaquia
  - Javier Conde

- Deporte
  - Severiano Ballesteros

- Política
  - Esperanza Aguirre
  - Alfredo Pérez Rubalcaba

- Instituciones
  - Los Misioneros

- Empresa
  - Mapfre

## Premios en 2009
- Radio
  - Cinco Lunas, Rosa García Caro de Punto Radio
  - Javier Nart de Punto Radio
  - Te doy mi palabra, Isabel Gemio de Onda Cero
  - La tarde con Cristina, Cristina López Schlichting de la Cadena COPE
  - Augusto Delkáder de la Cadena SER

- Televisión
  - Fama, ¡a bailar! de Cuatro
  - Sé lo que hicisteis de La Sexta
  - Miguel Ángel Silvestre de Telecinco
  - Servicios Informativos de Popular TV
  - La ruleta de la fortuna de Antena 3

- Actores
  - Antonio Banderas

- Deportes
  - Selección de fútbol de España
  - Joan Laporta

- Toros
  - Jesús Manuel 'El Cid'

- Espectáculos
  - Rosario Flores
  - Ainhoa Arteta
  - Diana Navarro

- Prensa
  - Pedro Luis Gómez
  - Manolo Alcántara

- Empresas
  - Gas Natural

- Política
  - José Antonio Alonso portavoz del Grupo Socialista
  - Soraya Sáenz de Santamaría portavoz del Grupo Popular

## Premios en 2010
- Radio
  - Félix Madero de Punto Radio
  - Angels Barceló de Cadena Ser
  - Eduardo García Serrano de Radio Intercontinental
  - Nieves Concostrina de RNE
  - Juan Pablo Colmenarejo de la Cadena Cope
  - Javier González Ferrari de Onda Cero

- Televisión
  - David Cantero de TVE
  - Doctor Mateo de Antena 3
  - Jesús Calleja de Cuatro
  - Las chicas de El Intermedio
  - Antonio Jiménez de Intereconomía TV
  - Pilar Rubio de Telecinco

- Deportes
  - Selección española de baloncesto

- Restauración
  - Casa Conrado

- Teatro
  - Tricicle
  - El director Gustavo Pérez Puig

- Cine
  - Pájaros de papel

- Toros
  - Asociación Taurina Parlamentaria

- Espectáculos
  - Isabel Pantoja
  - Sole Giménez
  - Juan Valderrama
  - Dulce Pontes

- Prensa
  - El Correo por su centenario.

- Empresas
  - Juan José Hidalgo, presidente de Air Europa

- Política
  - Alberto Núñez Feijóo, presidente de la Junta de Galicia, (Partido Popular Gallego)
  - Patxi López, lehendakari.

- Ciencia
  - Doctor Fernández Vega

## Premios en 2011
- Radio
  - Ernesto Sáenz de Buruaga - COPE
  - José Miguel Azpiroz - Punto Radio
  - José Ramón de la Morena - Cadena Ser

- Televisión
  - José Mota - TVE
  - Ana Rosa Quintana - Telecinco
  - Manu Carreño - Cuatro
  - Juan Ignacio Ocaña - Intereconomía
  - Mario Casas - Antena 3

- Deportes
  - Vicente del Bosque

- Prensa
  - Marius Carol, director de Comunicación del Grupo Godó

- Toros
  - Juan Mora

- Espectáculos
  - Ángel Corrella
  - Ana Torroja
  - Arturo Fernández

- Empresas
  - Hewlett Packard

- Política
  - Mariano Rajoy - Presidente del Partido Popular
  - Miguel Ángel Revilla - Presidente de Cantabria

- Micrófono de Oro a la Trayectoria Profesional
  - Iñaki Gabilondo

- Micrófono de Oro 2011 Extraordinario
  - Carmen Cervera

## Premios en 2012
- Radio
  - El partido de las 12 - COPE
  - Isabel San Sebastián - ABC Punto Radio
  - Yolanda Flores - Radio Nacional de España
  - Hora 25 - Cadena Ser

- Televisión
  - María Casado  - Televisión Española
  - Xabier Fortes - Televisión Española
  - Mariló Montero - Televisión Española
  - Eduard Punset - Televisión Española
  - Rosa Villacastín - Antena 3
  - Punto Pelota - Intereconomía Televisión
  - Javier Algarra - Intereconomía Televisión

- Deportes
  - Severiano Ballesteros

- Prensa
  - Bieito Rubido, director de ABC.

- Toros
  - Juan José Padilla

- Espectáculos
  - Dúo Dinámico
  - Pepe Sancho
  - Rafael Amargo
  - Dyango
  - Lara Dibildos - Teatro
  - Raphael

- Empresas
  - Grupo Osborne

- Política
  - Francisco Vázquez - Exalcalde de La Coruña (1983-2006) y embajador de España ante la Santa Sede (2006-2011).
  - Pío García Escudero - Presidente del Senado de España

- Micrófono de Oro a la Trayectoria Profesional
  - Miguel de los Santos

- Micrófono de Oro 2012 Extraordinario
  - Pedro Miguel López